# FloraBase
FloraBase es una web de acceso público de la base de datos de la flora de Australia Occidental. Proporciona información científica autorizada sobre 12.978 taxones, incluyendo descripciones, mapas, imágenes, estado de conservación y detalles de nomenclatura. También se registran 1.272 exóticos taxones (malezas naturalizadas).
El sistema toma los datos de una serie de conjuntos, incluyendo el censo de las plantas de Australia Occidental y de la base de datos del Herbario de Australia que muestra cerca de 650.000 colecciones de plantas.   Se estableció en noviembre de 1998 por Alex Chapman, un científico de investigación y botánico del Herbario.